# José Carbonell (taekwondo)
José Carbonell es un deportista dominicano que compitió en taekwondo. Ganó una medalla de bronce en el Campeonato Panamericano de Taekwondo de 1986 en la categoría de –83 kg.

## Palmarés internacional
| Campeonato Panamericano | Campeonato Panamericano | Campeonato Panamericano | Campeonato Panamericano |
| Año                     | Lugar                   | Medalla                 | Categoría               |
| ----------------------- | ----------------------- | ----------------------- | ----------------------- |
| 1986                    | Guayaquil (Ecuador)     | Medalla de bronce       | –83 kg                  |